# Chiropraktyka
Ten artykuł opisuje teorie, metody lub czynności niezgodne ze współczesną wiedzą medyczną.

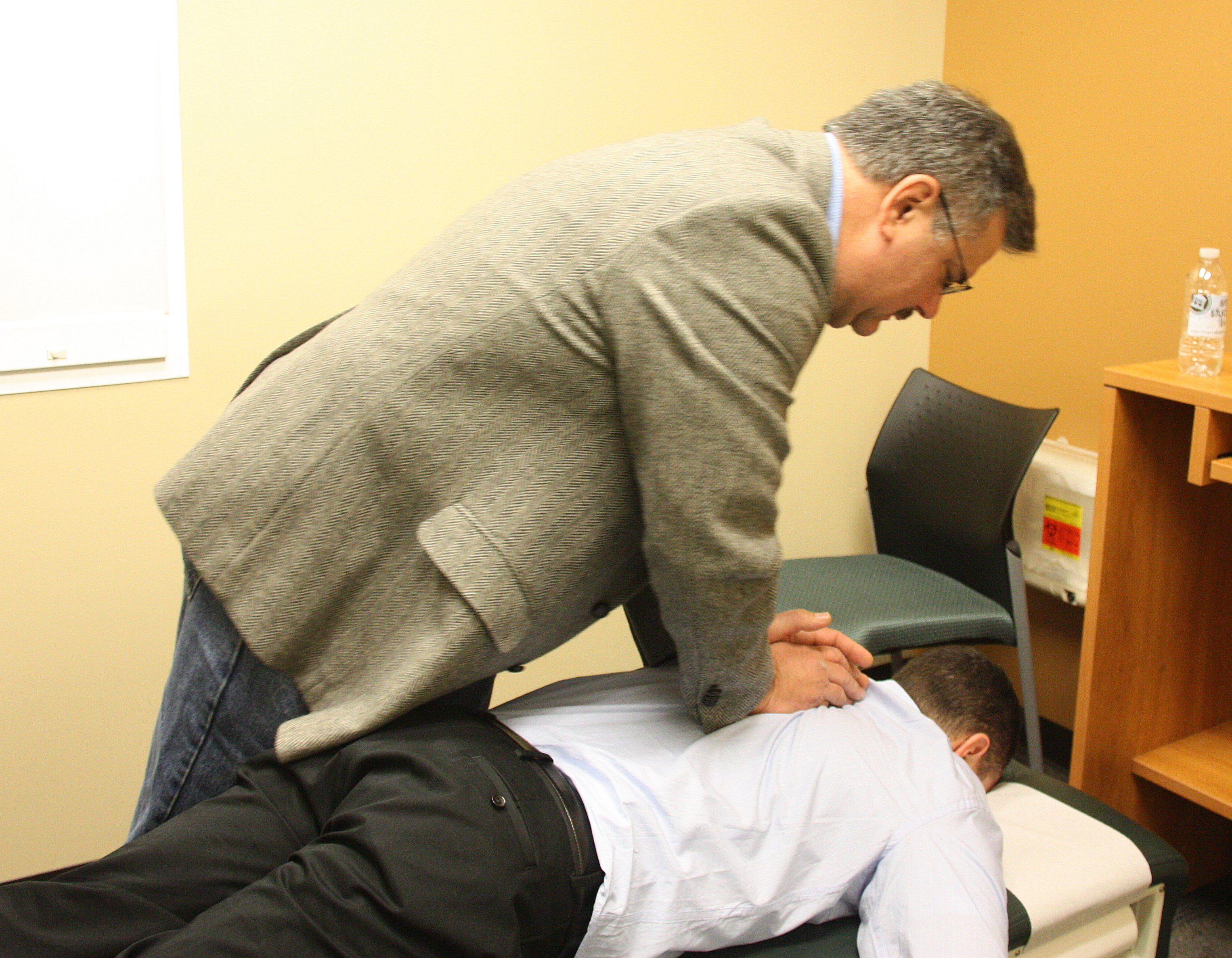
Chiropraktyk wykonujący zabieg na piersiowym odcinku kręgosłupa

Chiropraktyka – dziedzina medycyny niekonwencjonalnej oparta na diagnozie, leczeniu oraz zapobieganiu mechanicznym zaburzeniom i dysfunkcjom narządu ruchu. W szczególności skupiona na manipulacji kręgosłupa, gdyż według pierwotnych hipotez chiropraktycznych schorzenia układu ruchu mogą wpływać na ogólne zdrowie organizmu poprzez system nerwowy. 
Chiropraktyka została stworzona pod koniec XIX w. w Stanach Zjednoczonych przez Daniela Davida Palmera, który utrzymywał, że wiedzę o niej otrzymał z zaświatów od nieżyjącego od 50 lat lekarza.
Współcześnie, chiropraktycy w swojej pracy stosują szeroką gamę technik, jak mobilizacje lub manipulacje stawów i tkanek miękkich a także fizyko- i kinezyterapię oraz poradnictwo profilaktyczne. Większość ludzi szukających pomocy u chiropraktyków cierpi na bóle pleców, a koszty terapii chiropraktycznej i komplementarnej są często niższe w porównaniu z medycyną konwencjonalną.

## Efektywność
Efektywność terapii manualnej kręgosłupa (ang. spinal manipulative therapy) przewlekłego lub ostrego bólu odcinka lędźwiowego kręgosłupa jest sprawdzana w badaniach naukowych, choć jakość dowodów oceniana jest na niską lub średnią, brakuje porównań do placebo, a wykazywany efekt kliniczny jest zazwyczaj niewielki. Niemniej, meta-analizy badań wskazują na porównywalną efektywność w zakresie łagodzenia bólu i poprawy stanu funkcjonalnego do innych, standardowo stosowanych interwencji. Za obserwowany efekt leczniczy może odpowiadać zmniejszenie wewnętrznych naprężeń mechanicznych, zmniejszenie wrażliwości na ból, choć niewykluczone jest także działanie efektu placebo lub naturalna remisja.
Bardzo mała ilość dowodów nie pozwala określić czy metoda jest skuteczna w wypadku bólu karku lub innych dolegliwości, jak ból głowy, kolka niemowlęca, astma oskrzelowa, alergia czy bolesne miesiączkowanie.

## Bezpieczeństwo
Leczenie chiropraktyczne jest ogólnie bezpieczne, jeśli zabiegi wykonane są umiejętnie i dokładnie. Manipulacja kręgosłupa jest relatywnie bezpieczna, jednak jak w przypadku innych terapii, istnieją przeciwwskazania i mogą wystąpić skutki uboczne, rozwarstwienie tętnicy kręgowej, zawał pnia mózgu lub złamanie karku skutkujące paraliżem czterokończynowym i zgonem.
Opublikowana literatura medyczna zawiera raporty dotyczące 26 zgonów w wyniku zabiegów chiropraktycznych w latach 1934-2003, prawdopodobnie jednak istnieją również przypadki, które nie zostały opisane. Krytyczne głosy wobec metaanalizy badań opisujących zgony w wyniku chiropraktyki sugerują, że w analizowanych ramach czasowych w Stanach Zjednoczonych pacjenci mieli łącznie 7,5 miliarda wizyt chiropraktycznych i 26 zgonów przy tej liczbie wizyt nie jest ilością znaczącą.

## Edukacja chiropraktyczna
Kryteria edukacyjne i struktura programów chiropraktyczych oferowanych w szkołach na świecie regulowane są przez wytyczne Światowej Organizacji Zdrowia (WHO) z 2005 roku. Organizacja The European Council On Chiropractic Education zajmuje się akredytacją placówek edukujących chiropraktyków w Europie. Placówki te znajdują się w Danii, Francji, Wielkiej Brytanii i Hiszpanii. Akredytowani chiropraktycy praktykujący w krajach Unii Europejskiej zrzeszeni są w European Chiropractor’s Union (ECU), założonej w 1932 roku w Londynie. Obecnie członkami ECU jest 20 krajów.